# María Félixová
María Félixová, celým jménem María de los Ángeles Félix Güereña (8. dubna 1914 Álamos – 8. dubna 2002 Ciudad de México) byla mexická herečka, zpěvačka a modelka. Pocházela z šestnácti dětí, její rodina měla jakijské kořeny. Patřila k hlavním postavám tzv. zlatého věku mexické kinematografie, který trval od roku 1936 do roku 1959, a byla známá jako La Doña (Paní) podle svého nejslavnějšího filmu Doña Barbara, natočeného podle stejnojmenného románu Rómula Gallegose. Byla sexuálním idolem své doby, hrála ve 47 filmech v Latinské Americe a jižní Evropě, nabídky na hollywoodské angažmá však odmítala. Vydala autobiografii Todas mis guerras. Získala cenu Zlatý Ariel a Řád umění a literatury. Byla čtyřikrát vdaná, jejím druhým manželem byl hudební skladatel Agustín Lara, který pro ni napsal hit „María Bonita“. Jejím synem byl herec Enrique Álvarez Félix.